# Albert Rijksbaron
Albert Rijksbaron (1943 – 2 oktober 2023) was een Nederlands classicus, taalkundige en hoogleraar.

## Loopbaan
Rijksbaron studeerde Klassieke talen aan de Universiteit van Amsterdam. Hij promoveerde in 1976 op een proefschrift over temporele en causale bijzinnen in het klassieke Griekse proza van Herodotus.
Als taalkundige had Rijksbaron een interesse voor het Oudgrieks als synchroon systeem vanuit een functionalistisch perspectief en schreef hij belangrijke werken als The Syntax and Semantics of the Verb in Classical Greek en samen met Evert van Emde Boas, Luuk Huitink en Mathieu de Bakker The Cambridge Grammar of Classical Greek. Van 1970 tot zijn emeritaat in 2005 was hij redactielid bij Lampas en schreef hij zelf bijdragen over diverse onderwerpen. Vervolgens was hij van 2006 tot 2015 bestuurslid van het Amsterdams Universiteitsfonds.
- Bibsys: 90219140
- Biblioteca Nacional de España: XX1088885
- Bibliothèque nationale de France: cb12114441g (data)
- CiNii: DA04513437
- Gemeinsame Normdatei: 137080468
- International Standard Name Identifier: 0000 0000 8096 2381
- Library of Congress Control Number: n85111486
- Nationale Bibliotheek van Tsjechië: xx0197850
- Nationale Bibliotheek van Israël: 987007297161705171
- Nederlandse Thesaurus van Auteursnamen: 070805717
- Réseau des bibliothèques de Suisse occidentale: 02-A003747020
- Système universitaire de documentation: 029539234
- Virtual International Authority File: 17254662
- WorldCat: E39PBJvhvVCgjYWDpqfv6kmfMP